# Mesbärfågel
Mesbärfågel (Oreocharis arfaki) är en fågel i den lilla familjen bärfåglar inom ordningen tättingar.

## Utseende och läte
Mesbärfågeln är en liten mesliknande tätting. Ovansidan är olivgrön med två rader med gula fläckar nerför vingens backsida. Hanen är märkligt lik talgoxen, med svart hjässa och haklapp, gul buk och gul kindfläck. Honan har grått på strupe och bröst, medan buken är fjällig. Lätet är ett ljust och raspigt fallande "tsiiii!".

## Utbredning och systematik
Mesbärfågeln förekommer i bergsskogar på Nya Guinea. Den placeras som enda art i släktet Oreocharis och behandlas som monotypisk, det vill säga att den inte delas in i några underarter.

## Status och hot
Arten har ett stort utbredningsområde, men tros minska i antal, dock inte tillräckligt kraftigt för att den ska betraktas som hotad. Internationella naturvårdsunionen IUCN listar arten som livskraftig (LC).